# Чичерины
Чиче́рины — древний русский дворянский род.

## Происхождение и история рода
Согласно семейной легенде, происходит от выехавшего из Италии в 1472 году в свите Софии Палеолог архитектора Афанасия Чичери (ит. Atanasio Ciceri), сын которого Иван Афанасьевич, умерший в монашеском чине, стал именоваться Чичериным. Историк Степан Веселовский считал, что род имеет русское происхождение, поскольку словом «чичер» называли непогоду и мокрый снег при ветре. Его сын Иван Иванович постригся с именем Ионы (в схиме Иоанн) в Перемышльском Шаровкине монастыре, в котором погребены многое потомки Чичериных. Упоминается также Дмитрий Иванович Чичерин, козловский сын боярский, убит при взятии города Казани (1552).
Внук Дмитрия Ивановича, Иван Иванович, дьяк, приверженец Лжедмитрия II, находился в составе посольства от русских тушинцев к Сигизмунду III, потом был думным дьяком Поместного приказа (1611), подписался под грамотой об избрании на царство Михаила Фёдоровича Романова (1613), служил стряпчим и воеводой в сторожевом полку в Новосили (1616) и городовым воеводой в Уфе и Казани (1633).
Василий Иванович Чичерин (1700—1793), сын стольника и кавалерии майора, убитого в Полтавской битве (1709) Ивана Андреевича Чичерина, полковник и полтавский комендант, был замешан в деле графа Остермана (1740). К этому же роду принадлежат ещё две ветви дворян Чичериных.
Первая имеет родоначальником Матвея Чичерина, жившего в конце XVI столетия, младший сын которого, Осип Матвеевич, был лихвинским городовым дворянином. Правнук последнего, Кирилл Лаврентьевич, был мценским воеводой (1698), судьёй приказов земских дел, поместного, соляных дел и монастырского, вице-президентом вотчинной коллегии, членом дворцовой канцелярии и советником соляной конторы (1741). Племянники Кирилла Лаврентьевича — Денис Иванович и Николай Иванович (?—1782), обер-комендант киевский, санкт-петербургский генерал-полицмейстер (1764—1777), генерал-аншеф и сенатор. Внук Дениса Ивановича, Пётр Александрович (1778—1848), генерал-адъютант и генерал от кавалерии, участвовал в ряде сражений (1805—1814 и 1830—1831). Род его записан в I части родословной книги Санкт-Петербургской губернии.
Из этого же рода происходит основатель ветви рода, записанной в VI часть родословной книги Тамбовской губернии, Николай Васильевич Чичерин (1801—1860). В числе его детей были: правовед Борис Николаевич Чичерин (1828—1904) и Василий Николаевич Чичерин (1829—1882). Василий Николаевич в течение 18 лет служил в Главном архиве МИД Российской империи и в российских представительствах в Бразилии, Германии, Италии, Франции; у него родились: будущий советский дипломат, нарком иностранных дел РСФСР и СССР (в 1918—1930 гг.) Георгий Васильевич Чичерин (1872—1936); а также педагог и публицист Софья Васильевна Бобровникова (Чичерина) (1867—1918).
Другая ветвь рода Чичериных происходит от Бориса Чичерина († 1594) потомки которого служили в XVII столетии стольниками при государевом дворе. Есть ещё несколько дворянских родов Чичериных более позднего происхождения.

## Описание гербов

#### Герб Чичериных 1785 г.
В Гербовнике Анисима Титовича Князева 1785 года имеется изображение печати с гербом генерал-поручика (1766), кавалера ордена Святого Александра Невского (1768), генерал-аншефа (1773) Николая Ивановича Чичерина: в серебряном поле щита, разделённом вертикально на две части, изображены: в правой части, коричневый лев, стоящий на задних лапах с поднятым хвостом, мордой обращённый в левый верхний угол. В левой части, скрещенные — серый меч и золотая стрела остриями вверх (в сноске по данному полю есть упоминание о серебряной звезде, отсутствующей на изображении). Щит увенчан коронованным дворянским шлемом. Нашлемник: пять страусовых перьев. Вокруг щита военная арматура в виде знамён, два из которых с лапчатыми крестами, изогнутыми мечами (ятаганами). Под щитом две скрещенные пальмовые ветви.

#### Герб. Диплом 1827 г.
Щит поделён на четыре части. В первой части, в золотом поле, накрест серебряная стрела и изогнутый меч с золотой рукояткой остриями вверх. Во второй части, в красном поле, всадник на белой лошади вправо с поднятым мечом (польский герб Погоня). В третьей части, в голубом поле, серебряный полумесяц рогами вниз, над ним золотой с широкими концами крест, под ним золотая шестиконечная звезда (польский герб Корибут). В четвёртой части, в серебряном поле, стоящий на задних лапах красный лев, с головой обращённой назад.
Над щитом дворянский коронованный шлем с тремя страусовыми перьями. Намёт золотой и красный, подложен золотом и серебром.

#### Бытовавший герб Д. И. Чичерина
Щит поделён на четыре части. В первом и четвёртом полях, стоящий на задних лапах золотой лев. Во второй и третьих, голубых полях, скрещенные меч и стрела, сопровождаемые снизу звездой.
Эта версия представляла собой иную компоновку известных эмблем, изображена на щипцах для снятия нагара со свечи, щипцах для сахара, сабле и портрете Д. И. Чичерина.

#### Геральдика
Известны три типа герба Чичериных. Самым ранним является герб описанный в гербовнике А. Т. Князева в 1785 году. Кроме Н. И. Чичерина им пользовался его брат, сибирский губернатор Денис Иванович Чичерин. Аналогичный рисунок имелся на нескольких предметах, хранившихся в начале XX века в Эрмитаже, а также на чарке, хранившейся в Оружейной палате. Второй вариант бытовавшего герба сибирского губернатора Д. И. Чичерина описан выше. Третий тип герба изображён в дипломе (1827) Александра, Павла, Константина, Петра, Екатерины и Натальи Чичериных, правнуков Д. И. Чичерина (Герб. Диплом 1827). С. Н. Тройницкий затруднялся объяснить использование в третьей части этого герба польского герба Корибут. Между тем в контексте генеалогических данных оно становится вполне понятным и обоснованным: употребление польского герба и всадника (польский герб Погоня) обусловлено тем, что отец указанных лиц, генерал от кавалерии генерал-адъютант Петр Александрович Чичерин (1778—1848) был женат на княжне Александре Алексеевне Куракиной, а аналогичные эмблемы находились в её гербе (П. А. Чичерин увёз её от мужа, Николая Сергеевича Салтыкова, и их дети были рождены до брака). Это потребовало указа императора Александра I от 31 декабря 1819 года об их признании и утверждении отдельного герба, фактически соединившего гербы отца и матери.

## Известные представители
- Чичерин Иван Дмитриевич Поляник — поручитель по боярам (1563).
- Чичерин Иван Дмитриевич Плакида — голова, воевода в Курске (1595 и 1600).
- Чичерин Пётр Дмитриевич — голова в Монастырске (1598).
- Чичерин Григорий Петрович — объезжий голова в Москве (1619 и 1632—1633), воевода в Одоеве (1620), Лихвине (1621), Новисильске (1626—1630), Галиче (1633).
- Чичерин Осип Матвеевич († 1640) — за московское осадное сидение (1610) пожалован в вотчину поместьем в Перемышльском уезде (1619), лихвинский городовой дворянин (1627—1629), на службе в Москве (1630—1631).
- Чичерин Василий Матвеевич († 1626) — воевода в Кадоме (1621—1624), Епифани (1625).
- Чичерин Иван Иванович — воевода в Сольвычегорске (1623), Уфе (1626—1628), Казани (1630—1631), московский дворянин (1676).
- Чичерин Василий Матвеевич — воевода в Епифани (1625).
- Чичерин Иван Григорьевич Большой — стольник патриарха Филарета (1627—1629), стряпчий (1636—1640), воевода в Перемышле (1645—1646).
- Чичерин Андрей (Андриан) Григорьевич — патриарший стольник (1629), московский дворянин (1636—1651), ездил за царицей (1650—1651).
- Чичерин Иван Матвеевич (меньшой) — воевода в Лихвине (1630).
- Чичерин Иван Григорьевич Меньшой — московский дворянин (1636—1656), убит ядром под Ригою (1656).
- Чичерин Яков Васильевич — московский дворянин (1640—1658), воевода в Калуге (1650—1651).
- Чичерин Василий Осипович — пожалован поместьем (1642).
- Чичерин Михаил Осипович — пожалован поместьем (1647).
- Чичерин Андрей Григорьевич Меньшой — стряпчий (1650—1676), жалован поместьями (1669 и 1684), постригся с именем Авраамия (1697), в схиме Андрей.
- Чичерин Пётр Осипович († 1696) — московский дворянин (1658—1677), помещик Данковского уезда (1677).
- Чичерин Василий Петрович — убит под Конотопом (1659).
- Чичерин Андрей Яковлевич — стольник (1664—1691), служил у государева стола при приёме английского (07 февраля 1664) и польского (12 ноября 1671) послов.
- Чичерин Артемий Яковлевич — стольник царицы Наталии Кирилловны (1676—1692).
- Чичерин Василий Петрович — воевода в Переславле-Залесском (1777), председатель Владимирской (1778), Тамбовской (1779—1796) палаты гражданского суда, действительный статский советник[5][6].